# Palazzo delle Poste (Neapel)
Der Palazzo delle Poste ist ein Postgebäude in der Stadt Neapel. Es ist im architektonischen Stil des Faschismus errichtet worden (siehe: Italienischer Rationalismus). Integriert in die Fassade ist eine Renaissance-Loggia des benachbarten Klosters Monteoliveto. Im Atrium steht eine Skulptur von Arturo Martini für die Gefallenen.

## Geschichte
Das Gebäude wurde im Jahr 1936 fertiggestellt. Am 7. Oktober 1943 wurde es teilweise zerstört. Die deutschen Truppen, die Neapel besetzt hatten und erst nach einem Aufstand in den sogenannten vier Tagen von Neapel von den Neapolitanern Ende September 1943 vertrieben wurden, hatten das Gebäude mit Zeitbomben vermint. Die Explosionen waren so stark, dass 30 Menschen starben und etwa 80 verletzt wurden.